# Partido Baaz Árabe Socialista Democrático
El Partido Baaz Árabe Socialista Democrático (en árabe: حزب البعث الديمقراطي العربي الاشتراكيḤizb Al-Ba'ath Al-Dīmuqrātīy Al-'Arabī Al-Ištirākī; en francés: Parti Baath arabe socialiste démocratique) es un partido político sirio, fundado en 1970. Fue presidido por Ibrahim Makhous, quien fue Ministro de Relaciones Exteriores entre 1966 y 1968.
Es un remanente de la facción izquierdista del Partido Baaz Árabe Socialista de Siria, liderado por Salah Jadid.

## Historia
En 1981, se unió a la Reagrupación Democrática Nacional, una coalición de partidos políticos de oposición.
A inicios de la guerra civil, el partido se unió al Comité Nacional de Coordinación de las Fuerzas de Cambio Democrático, una coalición de partidos políticos de oposición. Abogó por un diálogo con el gobierno, para así, asegurar una transición de poderes, a la vez que rechazaba tanto una intervención militar en Siria, como también dotar de armas a la oposición. Apoyó el plan de paz propuesto por Kofi Annan.
El partido posee representación en el Consejo Democrático Sirio.

## Ideología
A diferencia del baazismo, que avoca con el control político del estado bajo su liderazgo, el partido esta a favor de una democracia multipartidista. Es afín al concepto de la lucha de clases.